# Ongjin (comté)
Pour l’article homonyme, voir District d'Ongjin.
Le comté d'Ongjin est situé dans la province du Hwanghae du Sud, dans le sud de la Corée du Nord.